# Kijker (beeld)
Kijker is een kunstvoorwerp ontworpen door Barbara Kletter. Het kunstwerk, inclusief bruggetje dat deel uitmaakt van het werk, is gesitueerd in de molenwetering die parallel loopt aan de Hugo de Vrieslaan in Amsterdam, vernoemd naar bioloog Hugo de Vries.
Kletter kreeg het verzoek een kunstvoorwerp te ontwerpen dat een relatie had met wetenschap. De straten en pleinen in de buurt dragen namen van wetenschappers. Zij kwam met een combinatie van een telescoop en microscoop. De persoon die onder de kijker staat is observator van het heelal, maar wordt tegelijkertijd "onder de microscoop" gelegd. Het geheel is gemonteerd op een draaischijf (doorsnee 460 cm), die vanaf het bruggetje met de voet bediend kan worden. Dit heeft tot gevolg dat de positie van het beeld constant wijzigt, niet alleen door de beweging van de Aarde in dat heelal, maar ook op de Aarde zelf.

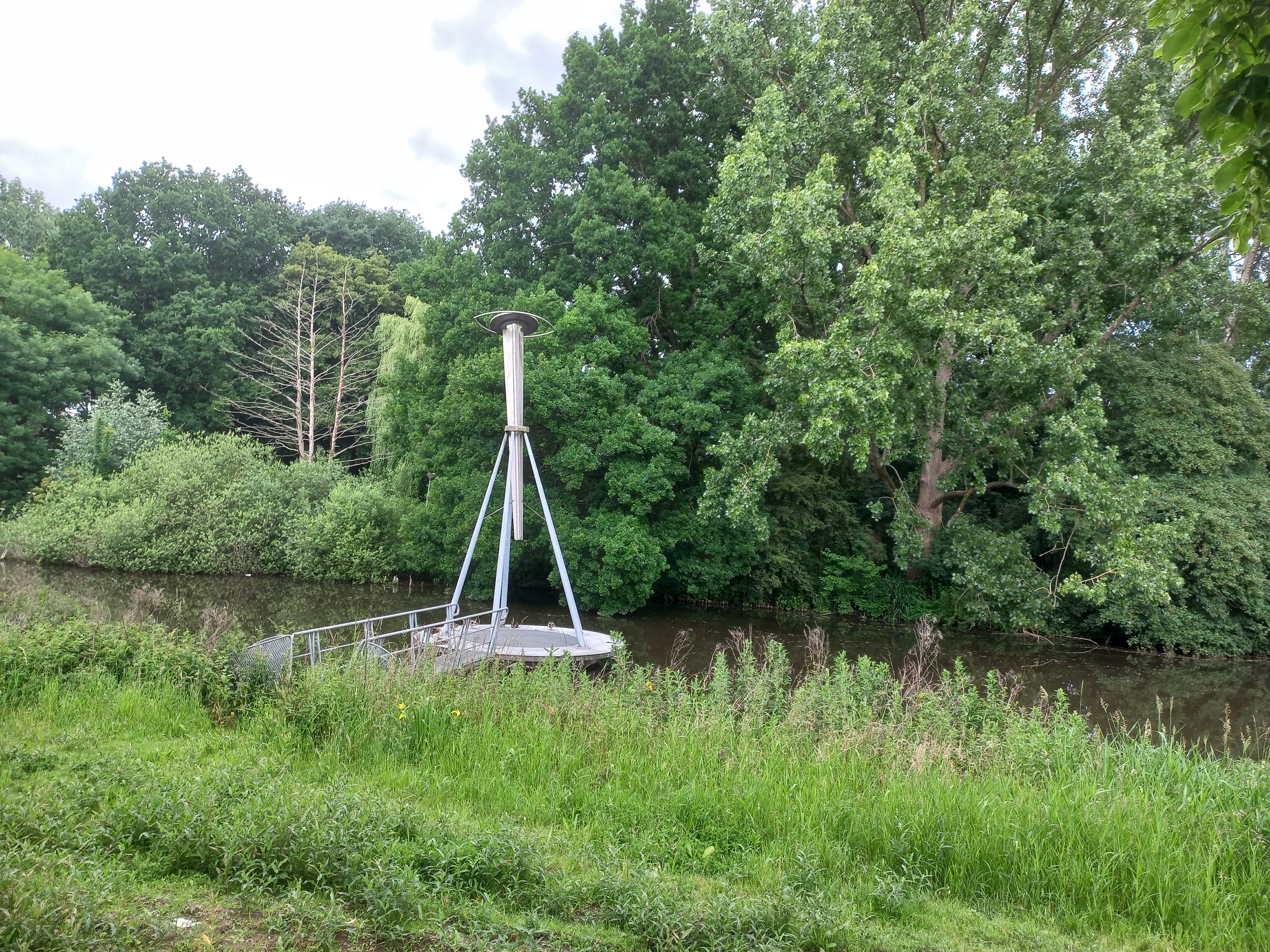
Kijker in haar omgeving (juni 2025)